# Lista de gentílicos da Alemanha
Esta é uma lista de gentílicos da Alemanha.
- Aachen (Aquisgrão) - aacheniano, aquisgraniano
- Baden-Württemberg (Bade-Vurtemberga) - vurtemberguês
- Baixa Saxônia - baixo-saxão
- Baviera - bávaro
- Berlim - berlinense, berlinês
- Bonn (Bona) - bonense
- Brandemburgo - brandemburguês, brandeburguês
- Colônia - coloniano
- Dresden (Dresda) - dresdense
- Francônia - francônio, frâncico
- Hamburgo - hamburguês
- Hanôver - hanoveriano
- Hesse - hessiano
- Lusácia - lusácio, lusaciano
- Munique - muniquense
- Oldemburgo - oldemburguês
- Renânia - renano
- Renânia-Palatinado - palatino
- Sarre - sarlandês
- Saxônia - saxão
- Suábia - suábio, suabiano
- Vestfália - vestfaliano